# Jeux de la Micronésie de 1990
Navigation
Saipan 1969 Guam 1994
Les 2es Jeux de la Micronésie, organisés par le Comité national olympique des Îles Mariannes du Nord ont eu lieu du 26 mars au 2 avril 1994, sur l'île de Saipan aux Îles Mariannes du Nord. Les jeux de 1990 sont les deuxièmes organisés par les Îles Mariannes du Nord après ceux de 1969.

## Organisation
Le budget est de 400 000 $ car de nombreuses installations nécessitent des réparations majeures.

## Délégations participantes
Les participants à cette compétition sont deux territoires organisés non incorporés des États-Unis, Guam et les Îles Mariannes du Nord, deux pays souverains, les îles Marshall et les Palaos, et les quatre États constitutifs des États fédérés de Micronésie, Chuuk, Pohnpei, Kosrae et Yap, qui concourent séparément.

## Compétition

### Sports au programme
Neuf sports sont au programme de ces jeux, les mêmes que lors de la première édition : l’athlétisme, le baseball, le basketball, le Micronesian all around, la natation, le tennis, le tennis de table, le volley-ball, la course de Va'a. Les femmes ne concourent qu'en athlétisme, en natation et en volley-ball,.

### Tableau des médailles
Palaos et Guam sont les territoires qui remportent le plus de médailles avec 55 médailles mais Palaos est premier au tableau des médailles avec 29 titres.
| Rang  | Nation                 | Or | Argent | Bronze | Total |
| ----- | ---------------------- | -- | ------ | ------ | ----- |
| 1     | Palaos                 | 29 | 11     | 15     | 55    |
| 2     | Guam                   | 22 | 20     | 13     | 55    |
| 3     | Pohnpei                | 12 | 11     | 9      | 32    |
| 4     | Îles Mariannes du Nord | 9  | 17     | 12     | 38    |
| 5     | Îles Marshall          | 7  | 5      | 7      | 19    |
| 6     | Chuuk                  | 1  | 6      | 8      | 15    |
| 7     | Kosrae                 | 0  | 0      | 1      | 1     |
| Total | Total                  | 80 | 70     | 65     | 215   |

### Athlétisme
Les femmes concourent dans treize épreuves, les hommes dans quatorze. Les compétitions ont lieu sur un terrain en herbe.
Hormis en saut en longueur féminin et en saut en hauteur masculin, toutes les meilleures performances des Jeux de 1969 ont été battues (RJ = Record de Jeux). Les femmes concourent dans sept nouvelles disciplines, les hommes dans une seule, le marathon. Cinq disciplines masculines ne sont plus au programme : le 3 000 mètres, le 110 mètres haies, le lancer de javelot, le saut à la perche, le triple-saut.
Elias Rodriguez est désigné meilleur athlète masculin des Jeux.
- Femmes

| Épreuves         | Or                                 | Argent                                         | Bronze                                 |
| 100 m            | Anelize Emiliano Palaos 13 s 2 RJ  | Sinta Ngirmeriil Palaos 13 s 46                | Rita Epina Pohnpei 13 s 69             |
| 200 m            | Anelize Emiliano Palaos 28 s 65 RJ | Theresa Sison Guam 28 s 85                     | Anavelee Sakuma Palaos 28 s 69         |
| 400 m            | Theresa Sison Guam 1 min 8 s 68 RJ | Ania Joseph Chuuk 1 min 8 s 76                 | Kristina Wilson Guam 1 min 9 s 01      |
| 800 m            | Marie Benito Guam 2 min 37 s 90    | Kristina Wilson Guam 2 min 47 s 44             | Laura Mangham Palaos 2 min 48 s 56     |
| 1 500 m          | Marie Benito Guam 5 min 15 s 71    | Kristina Wilson Guam 5 min 31 s 88             | Miriam Ilemelong Palaos 5 min 37 s 52  |
| 5 000 m          | Marie Benito Guam 20 min 7 s 03    | Movie Werner Chuuk 21 min 52 s 18              | Miriam Ilemelong Palaos 22 min 13 s 57 |
| 10 000 m         | Marie Benito Guam 41 min 26 s 48   | Lou Klitzki Guam 46 min 54 s 29                | Margarite Abraham Palaos 58 min 5 s 48 |
| 4 × 100 m        | Palaos 52 s 52 RJ                  | Pohnpei 57 s 08                                | Îles Marshall 57 s 80                  |
| 4 × 400 m        | Chuuk 4 min 36 s 74                | Palaos 4 min 41 s 67                           | Pohnpei 5 min 23 s 74                  |
| Saut en hauteur  | Ruth Ngirailab Palaos 1,32 m RJ    | Brenges Kloulubak Palaos 1,19 m                | —                                      |
| Saut en longueur | Ruth Ngirailab Palaos 4,25 m       | Brenges Kloulubak Palaos 3,81 m                | —                                      |
| Lancer du poids  | Ruth Ngirailab Palaos 7,24 m       | Clarrisa Fejeran Îles Mariannes du Nord 6,05 m | —                                      |
| Lancer du disque | Ruth Ngirailab Palaos 27,54 m      | Frances Santos Îles Mariannes du Nord 22,37 m  | —                                      |

- Hommes

| Épreuves         | Or                                                | Argent                                           | Bronze                              |
| 100 m            | Daniel Adachi Palaos 11 s 10 RJ                   | Tommy Worswick Palaos 11 s 31                    | Charles Petrus Chuuk 11 s 50        |
| 200 m            | Daniel Adachi Palaos 23 s 30 RJ                   | Theodore Naka Chuuk 23 s 90                      | Jacky Okada Palaos 23 s 97          |
| 400 m            | Richard Ngiraked Palaos 52 s 34 RJ                | Ricky Ngiraked Palaos 52 s 54                    | John Luther Chuuk 53 s 69           |
| 800 m            | Elias Rodriguez Pohnpei 2 min 7 s 19 RJ           | Roy Avery Guam 2 min 7 s 49                      | Einer Kebekol Palaos 2 min 8 s 01   |
| 1 500 m          | Elias Rodriguez Pohnpei 4 min 19 s 08 RJ          | Richard Madrekewet Palaos 4 min 28 s 71          | Einer Kebekol Palaos 4 min 29 s 19  |
| 5 000 m          | Elias Rodriguez Pohnpei 17 min 18 s 51 RJ         | Yong Choi Îles Mariannes du Nord 17 min 24 s 58  | William Willy Palaos 17 min 42 s 40 |
| 10 000 m         | Yong Choi Îles Mariannes du Nord 37 min 4 s 27 RJ | Elias Rodriguez Pohnpei 37 min 4 s 74            | Estos Tisa Chuuk 38 min 19 s 40     |
| Marathon         | Elias Rodriguez Pohnpei 2 h 52 min 29 s RJ        | Yong Choi Îles Mariannes du Nord 2 h 55 min 31 s | Estos Tisa Chuuk 3 h 11 min 38 s    |
| 4 × 100 m        | Palaos 44 s 31 RJ                                 | Chuuk 45 s 24                                    | Guam 47 s 05                        |
| 4 × 400 m        | Palaos 3 min 33 s 01 RJ                           | Chuuk 3 min 42 s 34                              | Guam 3 min 49 s 06                  |
| Saut en hauteur  | Tomiwo Suzuky Palaos 1,65 m                       | Edwin Charles Pohnpei 1,60 m                     | Anthony Roby Pohnpei 1,50 m         |
| Saut en longueur | Kerjoe Rechirei Palaos 6,18 m RJ                  | Rollins Jonathan Palaos 5,83 m                   | Fred Rocio Guam 5,76 m              |
| Lancer du poids  | Pelefoti Cooper Palaos 13,16 m RJ                 | Rasko Sos Chuuk 11,20 m                          | Pat Kanas Chuuk 10,70 m             |
| Lancer du disque | Pelefoti Cooper Palaos 39,32 m RJ                 | Jeffrey Pua Îles Mariannes du Nord 29,28 m       | Frances Nabo Chuuk 28,88 m          |

### Micronesian all around
La compétition ne concerne pour cette édition que les hommes, la première place revenant à un pohnpeiéen et les deux suivantes à des paluans.
| Or                      | Argent               | Bronze                          |
| Mariano Gilmete Pohnpei | Rosendo Skang Palaos | Becheisseichad Rekemesik Palaos |

### Autres sports
Les nageuses Anneka Sakovitch des Îles Mariannes du Nord et Cindy Friesz des Îles Marshall gagnent chacune cinq médailles d'or.